# نوح سيسيرو
نوح سيسيرو (بالإنجليزية: Noah Cicero)‏‏ (10 أكتوبر 1980 في يونغزتاون - )؛ روائي، وشاعر من الولايات المتحدة.